# كانيشكا
كانيشكا Kanishka هو ملك كابول وكشمير وشمال غرب الهند في القرن الثاني للميلاد، وكان من قبائل الكوشان التتارية وهي إحدى أقسام قبائل تتار اليوي تشي. امتد ملكه في الهند حتى مادورا بيمنا امتد في الشمال الغربي حتى بخارى، والنقوش الخاصة بعهده تم العثور عليها في البنجاب والسند وكذلك في مقاطعة يوسفزاي وفي مادورا وتكلم عنها الباحثون الأوروبيون في عهده، وهي ترجع إلى تعود للسنة الخامسة إلى الثامنة والعشرون من عهد غير معروف.
انسب تاريخ أعطاه المؤرخون الصينيون وقبائل اليوي تشي قبل غزوهم للهند وكذلك الاستنتاجات المأخوذة من تاريخ الفن والأدب في عهده.
كان خلفاؤه وثنيين وعند صعوده للعرش أصبح بوذيا وربما كان هذا لأسباب سياسية. وأنفق أموالا كثيرة على بناء الصروح البوذية.وتحت إشراف انعقد المجلس البوذي الرابع وهو مجلس جالاندارا (أو جولوندر) برئاسة فاسوميترا، وتم في هذا المجلس كتابة ثلاثة فروض وشروح حول الشريعة البوذية. قام الباحث أسفاغوشا بمراجعة الكتب وأمر كانيشكا بكابتها على أطباق من النحاس ووضعها في صناديق حجرية ووضعت في ربوة تذكارية.
لقرون أخرى بقيت هذه الأعمال في الهند، ولكنها موجودة الآن عن طريق الترجمات والاقتباسات الصينية ولا يعرف بأي لغة كتبت، وهي على الأغلب كانت بالسنسكريتية وليس البالية لغة القانون (كما توجد في أوروبا شروح للكتاب المقدس مكتوبة باللاتينية عن الأعمال المأخوذة عن الإغريقية). وهذا التغيير في اللغة استعمل كوسيط في الاتصال الثقافي وكان هذا بسبب أو تأثير الامتعاض العام في الحياة الثقافية في الهند، وكان حكم كانيشكا نقطة تحول في هذا التغيير المهم.
وهناك اقتراح له معقولية كبيرة، وهو بأن المدى العريض لدولته سهل دخول أنماط التفكير الغربية إلى الهند؛ وبهذا أدت في المقام الأول إلى انحلال البوذية وانحدارها التدريجي، وثانيا إلى الارتفاع التدريجي للهندوسية. فقط فإن نشر الكتب التي كتبت في ذلك الوقت ستمكننا من القول ما إذا كانت هذه الفرضية – وهي كذلك لا أكثر الوقت الحاضر – هي حقا تفسير كافي عن النتائج المهمة لحكمه. في أي حال من الأحوال كانت هجرة جموع البدو في آسيا الوسطى هي التي قادت إلى سقوط الحضارة الرومانية في أوروبا؛ وبعد ذلك، من خلال تنصير المحتلين، إلى أوضاع القرون الوسطى في الحياة والفكر. وكان نفس هجرة جموع البدو تماما التي قادت إلى سقوط الحضارة البوذية في الهند؛ وبعد ذلك، بعد تحول الساكا والتتار المحتلين إلى الهندوسية في القرون الوسطى. بما أن الهند كانت أقرب إلى نقطة بداية الهجرة، كانت نتائجها ملموسة هناك في وقت أقرب بعض الشيء.